# Khadki Bk
Khadki Bk es una ciudad censal situada en el distrito de Akola en el estado de Maharashtra (India). Su población es de 12133 habitantes (2011). 

## Demografía
Según el censo de 2011 la población de Khadki Bk era de 12133 habitantes, de los cuales 6284 eran hombres y 5849 eran mujeres. Khadki Bk tiene una tasa media de alfabetización del 93,72%, superior a la media estatal del 82,34%: la alfabetización masculina es del 96,73%, y la alfabetización femenina del 90,96%.